# Aristolochia gigantea
Espèce
Classification phylogénétique
Aristolochia gigantea est une espèce de plantes à fleurs de la famille des Aristolochiaceae. Elle est originaire d'Amérique centrale et du Sud : Panama, Brésil et sans doute Colombie. Cette vigoureuse plante grimpante aux inflorescences spectaculaires est souvent cultivée dans les serres chaudes des jardins botaniques.

## Description

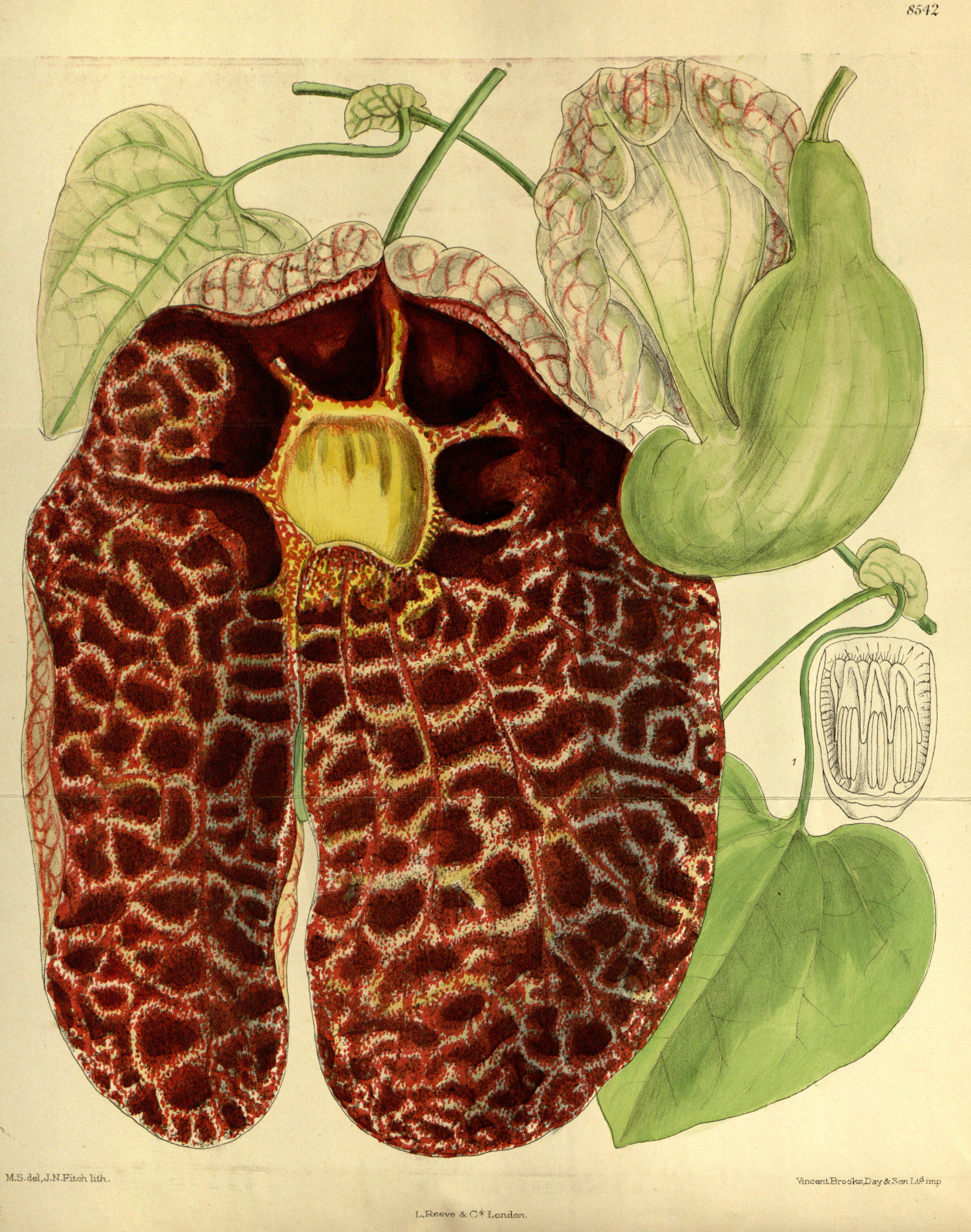
Planche botanique.
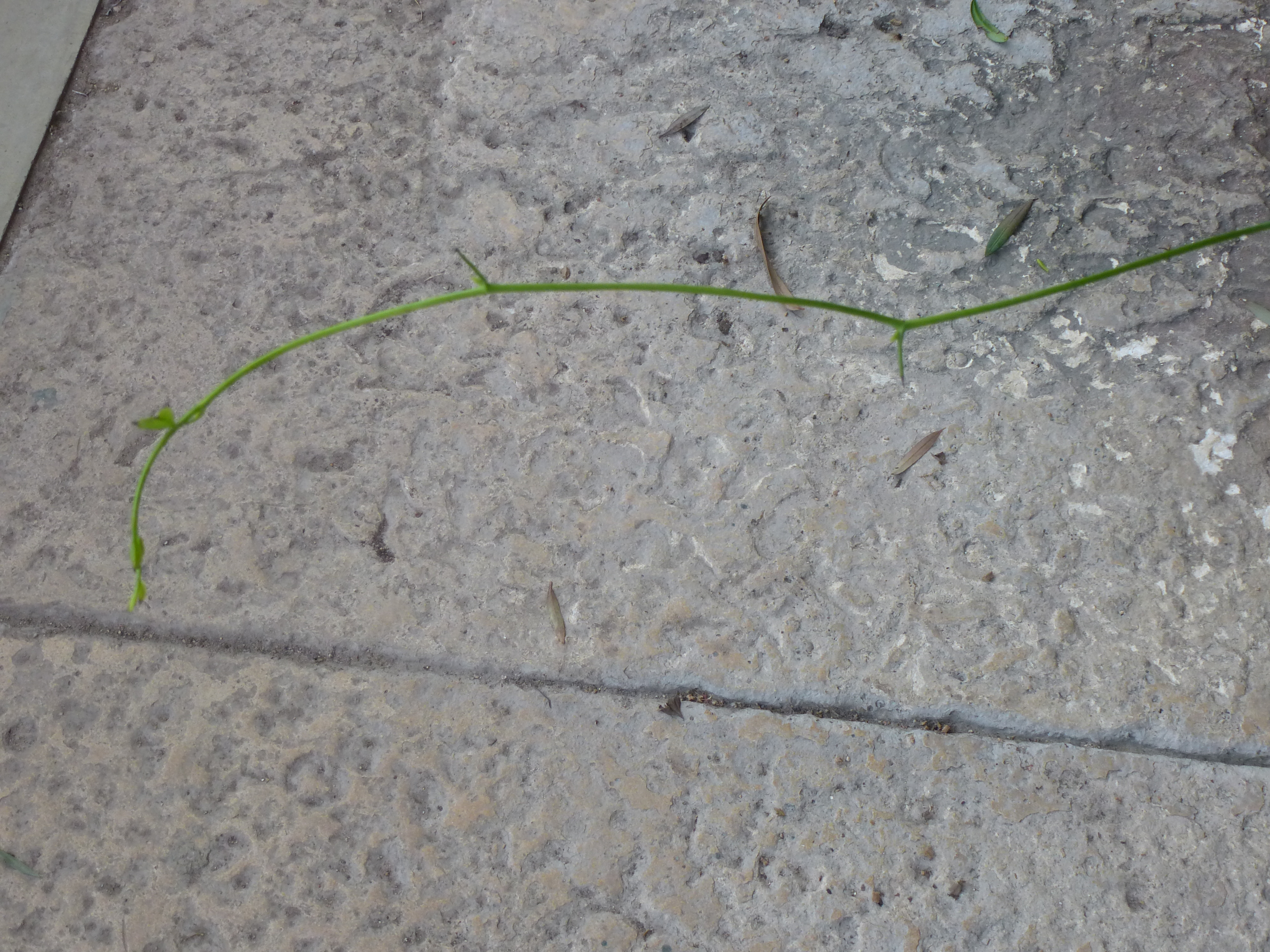
Jeune pousse.
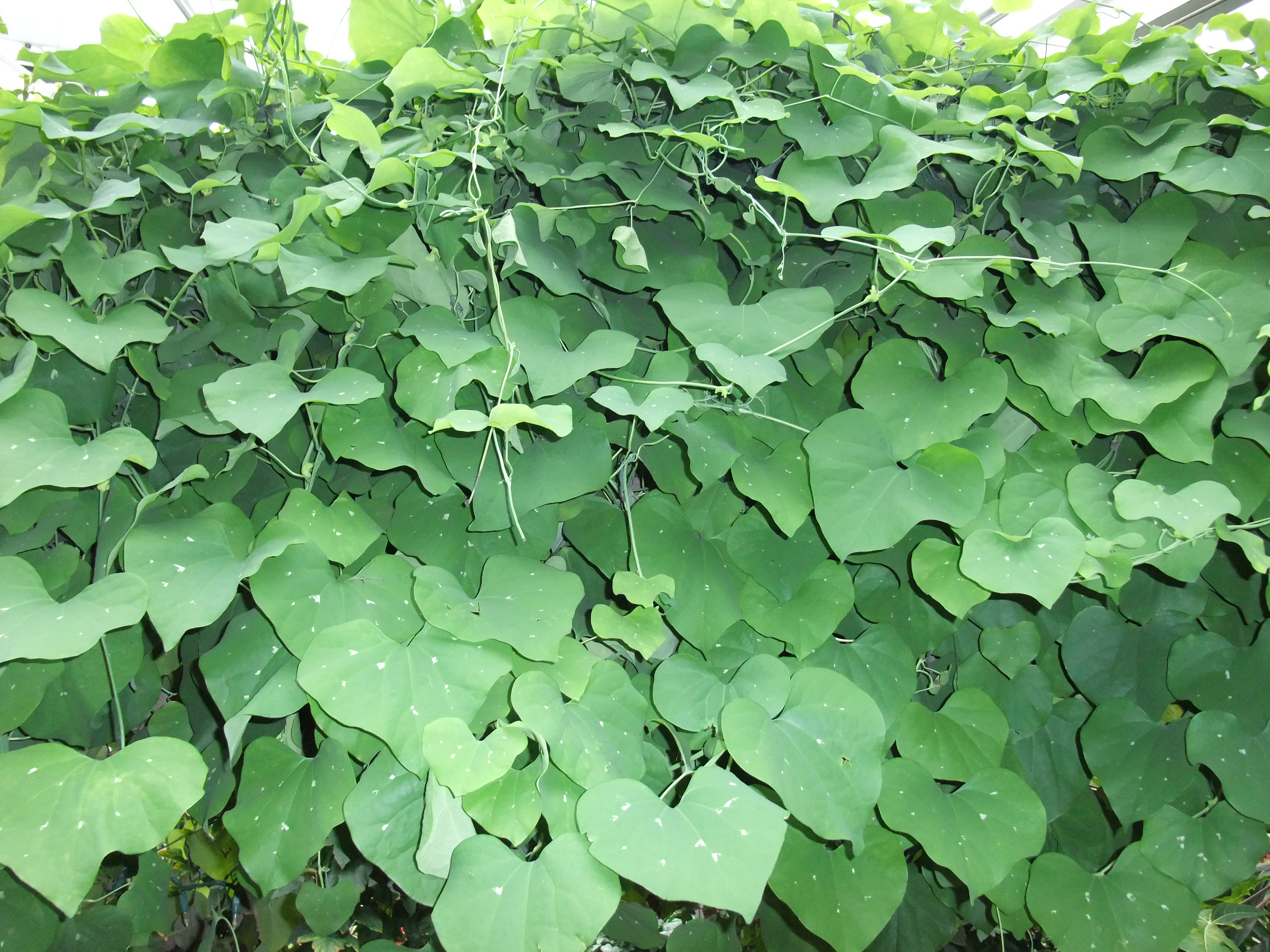
Feuillage.
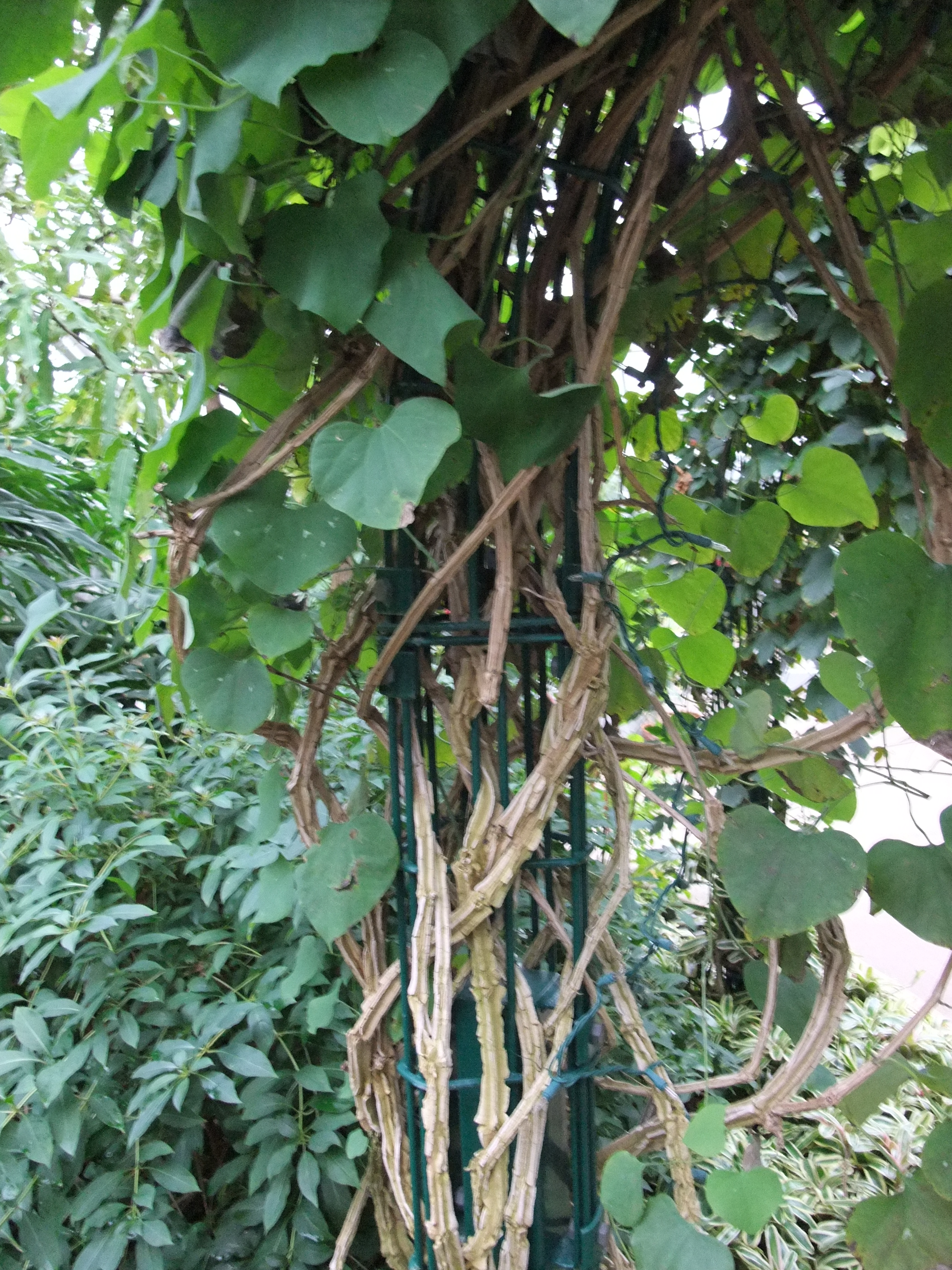
Tiges.
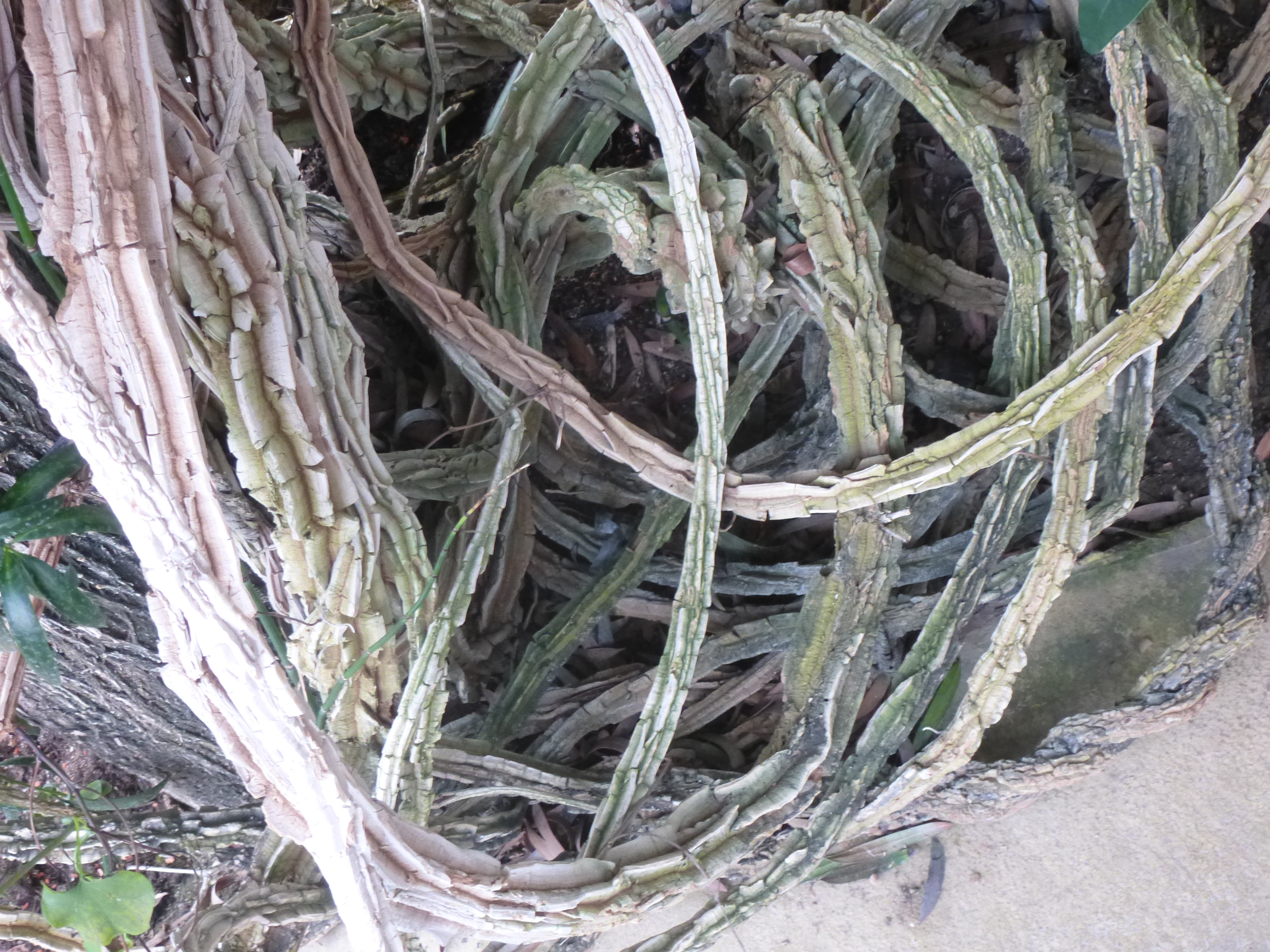
Tiges à la base.
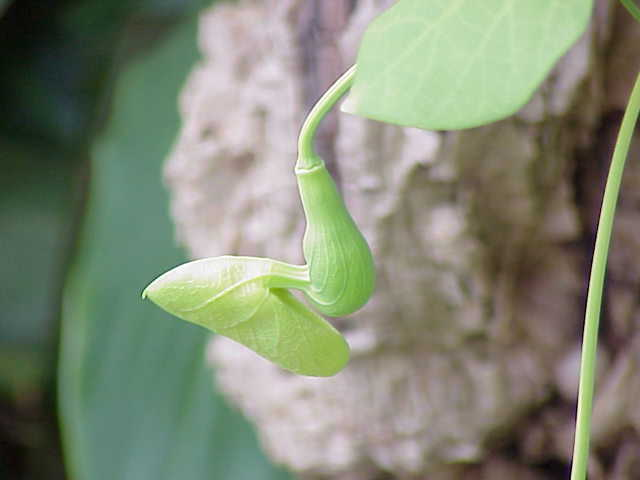
Inflorescence jeune.
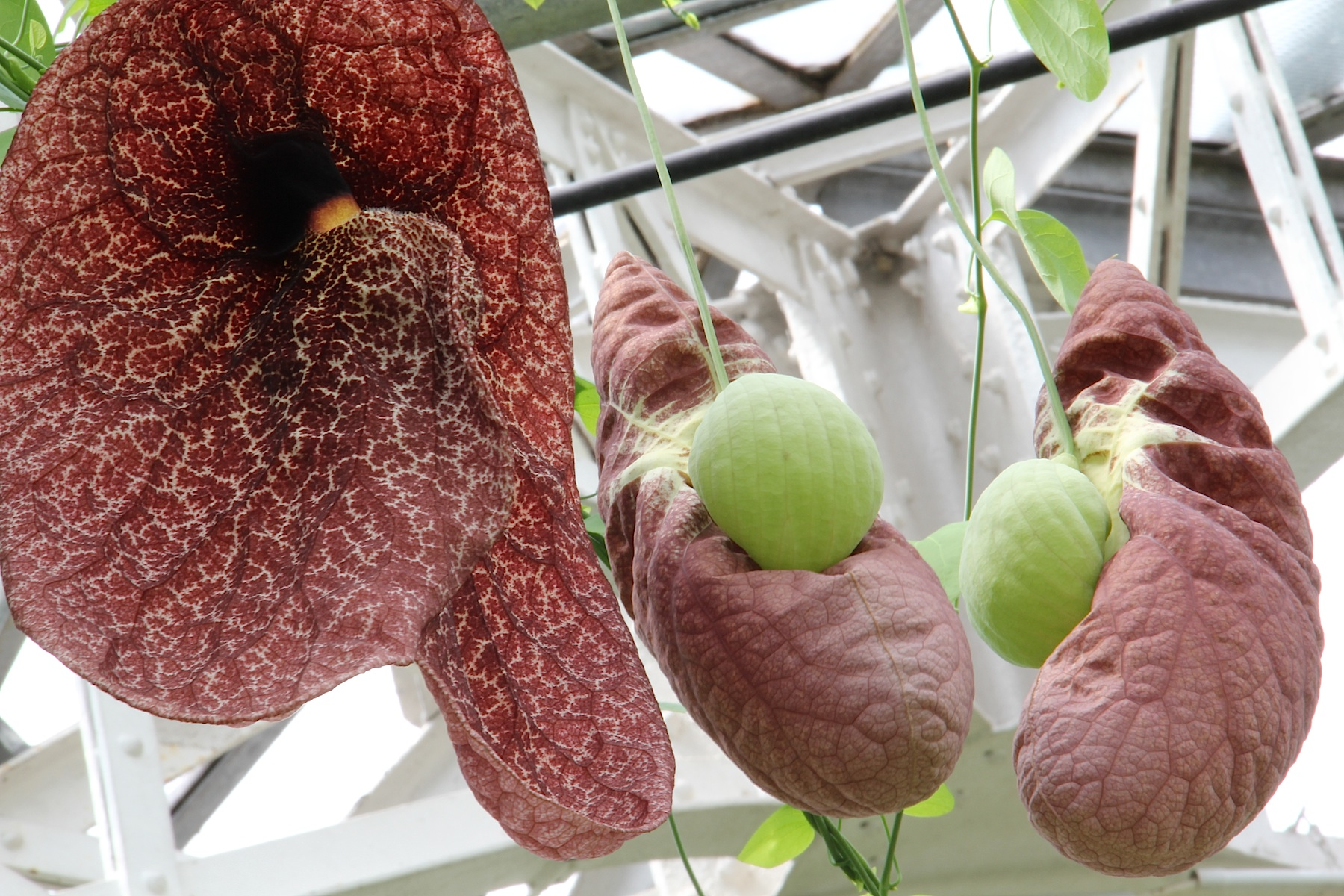
Inflorescences.
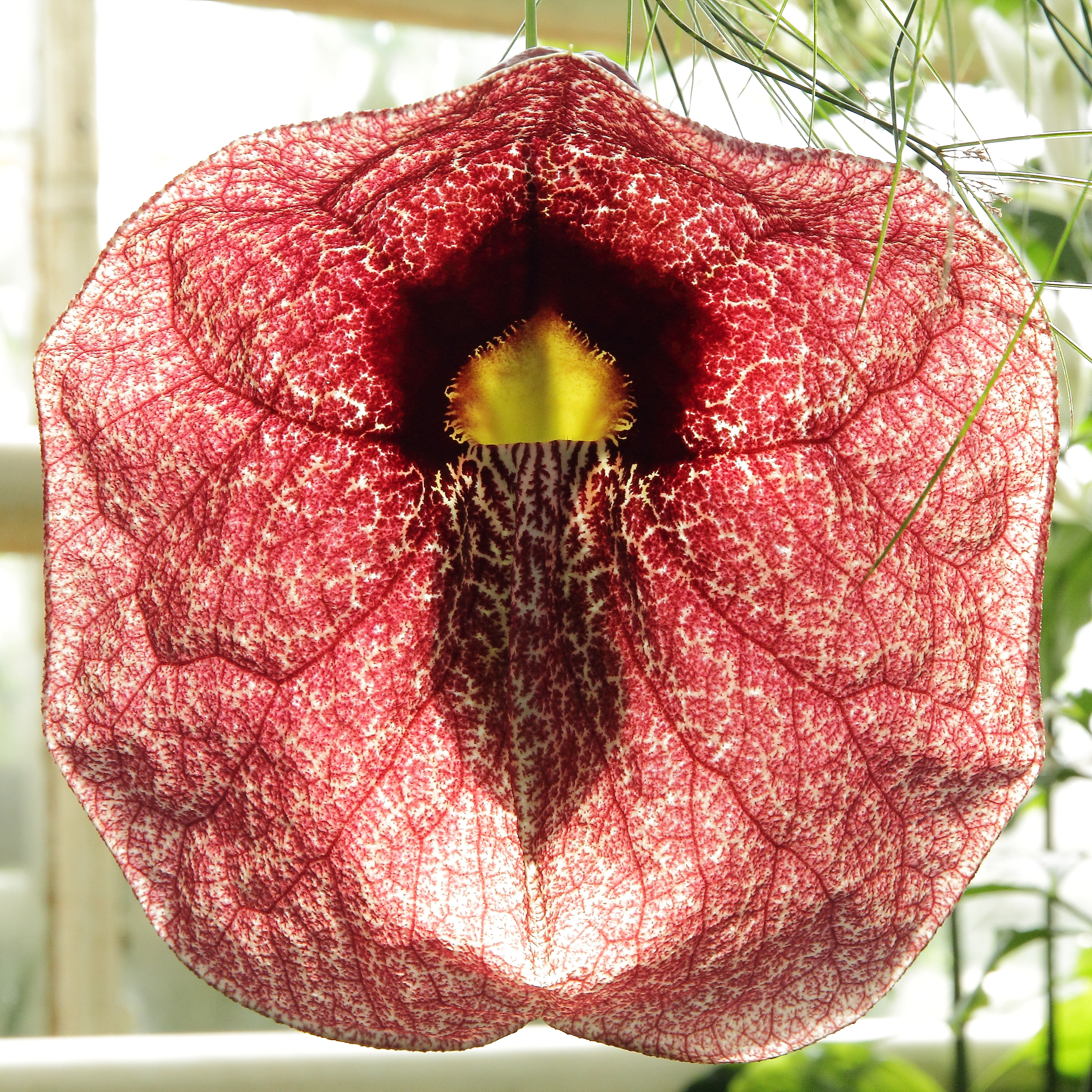
Inflorescence épanouie.